# Moustapha Cissé
Moustapha Cissé (Conakri, Guinea, 14 de septiembre de 2003) es un futbolista guineano. Juega de delantero y su equipo es el F. C. St. Gallen de la Superliga de Suiza.

## Trayectoria
Migró a Italia como huérfano refugiado, y entró a las inferiores del Rinascita Refugees de la Seconda Categoria, octavo nivel del fútbol italiano. Promovido al primer equipo en 2021, anotó 18 goles en 8 encuentros por el club.
El 23 de febrero de 2022 fichó por el Atalanta B. C. Con el equipo reserva anotó tres goles en su primeros tres encuentros. Debutó en la Serie A contra el Bologna F. C. 1909, entrando al minuto 65 y anotó el gol que dio la victoria 1-0 al minuto 82. Jugó tres encuentros en la primera división italiana en su primer año.
De cara a la temporada 2022-23 fue cedido al Pisa S. C. Disputó ocho encuentros y a finales de enero la cesión se canceló para completar la campaña en el F. C. Südtirol.

## Estadísticas
Actualizado al último partido disputado el 3 de abril de 2025.
| Club                        | Div.          | Temporada     | Liga  | Liga  | Copas nacionales | Copas nacionales | Copas internacionales | Copas internacionales | Total | Total |
| Club                        | Div.          | Temporada     | Part. | Goles | Part.            | Goles            | Part.                 | Goles                 | Part. | Goles |
| --------------------------- | ------------- | ------------- | ----- | ----- | ---------------- | ---------------- | --------------------- | --------------------- | ----- | ----- |
| Atalanta B. C. · Italia     | 1.ª           | 2021-22       | 3     | 1     | ―                | ―                | ―                     | ―                     | 3     | 1     |
| Pisa S. C. · Italia         | 2.ª           | 2022-23       | 7     | 0     | 1                | 0                | ―                     | ―                     | 8     | 0     |
| Pisa S. C. · Italia         | Total club    | Total club    | 7     | 0     | 1                | 0                | 0                     | 0                     | 8     | 0     |
| F. C. Südtirol · Italia     | 2.ª           | 2022-23       | 12    | 2     | ―                | ―                | ―                     | ―                     | 12    | 2     |
| F. C. Südtirol · Italia     | Total club    | Total club    | 12    | 2     | 0                | 0                | 0                     | 0                     | 12    | 2     |
| Atalanta B. C. · Italia     | 1.ª           | 2023-24       | 0     | 0     | 0                | 0                | 1                     | 0                     | 1     | 0     |
| Atalanta B. C. · Italia     | Total club    | Total club    | 3     | 1     | 0                | 0                | 1                     | 0                     | 4     | 1     |
| Atalanta B. C. U23 · Italia | 3.ª           | 2023-24       | 22    | 8     | 0                | 0                | ―                     | ―                     | 22    | 8     |
| Atalanta B. C. U23 · Italia | Total club    | Total club    | 22    | 8     | 0                | 0                | 0                     | 0                     | 22    | 8     |
| F. C. St. Gallen Suiza      | 1.ª           | 2024-25       | 21    | 2     | 3                | 0                | 10                    | 2                     | 34    | 4     |
| F. C. St. Gallen Suiza      | Total club    | Total club    | 21    | 2     | 3                | 0                | 10                    | 2                     | 34    | 4     |
| Total carrera               | Total carrera | Total carrera | 65    | 13    | 4                | 0                | 11                    | 2                     | 80    | 15    |